# Konrad Adenauer
  Konrad Adenauer   (pronunciació en alemany: /ˈkɔnʁaːt ˈhɛɐman ˈjoːzɛf ˈaːdənaʊɐ/) (Colònia, 5 de gener de 1876 - Rhöndorf, 19 d'abril de 1967) fou un polític alemany, canceller de la República Federal Alemanya entre els anys 1949 i 1963. Se'l considera un dels quatre pares de l'actual Unió Europea, conjuntament amb Jean Monnet, Robert Schuman i Alcide De Gasperi.

## Biografia
Va néixer el 5 de gener de 1876 a la ciutat de Colònia, població situada a l'actual estat alemany de Rin del Nord-Westfàlia. Va estudiar dret a les universitats de Friburg de Brisgòvia, Múnic i Bonn, on es graduà el 1901, i inicià posteriorment la seva carrera d'advocat.

## Activitat política
Membre inicialment del Partit de Centre (Zentrumspartei) abans de la guerra, posteriorment s'afilià a la Unió Demòcrata Cristiana (CDU).
Fou batlle de la seva ciutat natal entre 1917 i 1933, aconseguint d'aquesta forma coquetejar amb la creació d'un estat renà dins d'Alemanya però separat de Prússia a principis de la dècada del 1920. Entre 1922 i 1933 fou així mateix canceller del Consell d'estat prussià. L'any 1933 va ser empresonat per la seva oposició als nazis.
Fou cofundador de la Unió Demòcrata Cristiana d'Alemanya (CDU), successora del Partit de Centre, amb l'esperança d'atreure als protestants, així com els catòlics en un sol partit. Va ser el primer canceller de la República Federal d'Alemanya després de la Guerra entre 1949 i 1963, un període que abasta la major part de l'etapa preliminar de la Guerra Freda i on veié com l'Alemanya Occidental fou separada políticament de la República Democràtica Alemanya mitjançant la creació de dos estats independents.
Adenauer formà una coalició de CDU/CSU, Partit Democràtic Lliure (FDP), i el Partit Alemany (DP) després de guanyar les eleccions federals alemanyes de 1949,
Adenauer va iniciar la reconstrucció de l'Alemanya Occidental i va ajudar a convertir la nació en una potència econòmica gràcies a l'ajuda del Pla Marshall, sense oblidar la reconciliació d'Alemanya amb França i les altres potència aliades. Tot i guanyar les eleccions federals alemanyes de 1953, que van tenir lloc poc després de la insurrecció del 17 de juny al Berlín Est, per majoria absoluta, amplià el seu govern amb la incorporació de la Lliga dels Expulsats. Les eleccions de 1953 van suposar la confirmació de la política d'Adenauer d'aconseguir la igualtat per a Alemanya i les altres nacions del món lliure i d'obviar una política de totalitarisme i radicalisme.
Sota el govern d'Adenauer a la RFA li va ser permès rearmar-se i unir-se a l'Organització del Tractat de l'Atlàntic Nord (OTAN). Adenauer també va obrir relacions diplomàtiques amb la Unió Soviètica i la resta del bloc de l'Est, aconseguint l'any 1954 el Premi Internacional Carlemany, concedit per la ciutat d'Aquisgrà, en reconeixement dels seus ideals europeistes i de reconciliació. L'any 1955 va assolir assegurar l'alliberament dels últims presoners de guerra alemanys.
El 1959 va considerar breument presentar-se a President d'Alemanya, però en lloc d'això va escollir un candidat, Heinrich Lübke, al que considerava prou feble com per a no interferir en els seus assumptes com a canceller.
L'any 1962 es va produir l'escàndol Spiegel, quan la policia va arrestar per ordre del gabinet a cinc periodistes del setmanari Spiegel, acusant-los de traïció, específicament per publicar un memoràndum detallant suposats punts febles en les forces armades alemanyes. Els membres del gabinet que pertanyien al Partit Democràtic Lliure van renunciar als seus llocs al novembre del mateix any, i el Ministre de Defensa Franz Josef Strauss, líder de la Unió Demòcrata Cristiana d'Alemanya, va ser expulsat del govern, igual que els membres del gabinet que formaven part del mateix partit. Adenauer es va veure forçat a renunciar a la Cancilleria i fou succeït per Ludwig Erhard, encara que va romandre com líder de la CDU fins a l'any 1966. El 1963 Adenauer i el president francès Charles de Gaulle van signar el 22 de gener en el Palau de l'Elisi el Tractat Germà-Francès d'Amistat. Aquest conveni va passar a la història amb el nom de Tractat de l'Elisi.
L'estil autocràtic d'Adenauer va crear bastant descontentament polític, la qual cosa va acabar desencadenant les Revoltes estudiantils de la dècada del 1960 i l'ascens al poder del partit Social-Demòcrata l'any 1969. El seu control de la CDU va finalitzar quan el congrés d'aquest partit de l'any 1966 va designar a un administrador general amb el poder per a organitzar al partit. Durant el seu govern, molts científics alemanys van emigrar als Estats Units d'Amèrica a la recerca d'un ambient d'investigació més liberal.
Moltes converses d'Adenauer amb periodistes selectes revelen el brillant coneixement polític que posseïa. Per exemple, va preveure detalladament com el desenvolupament econòmic acabaria per iniciar la caiguda del règim comunista en Europa de l'Est.

## Honors
Creu al Mèrit de Guerra (Prússia, 1917)
 Creu de Ferro de 2a classe (Prússia, 1918)
 Cavaller de l'orde de l'Àliga Vermella (Prússia, 1918)
Honor per Serveis a la Creu Roja (Àustria-Hongria, 1922)
 Medalla d'or de la condecoració d'Honor pels Serveis a la República d'Àustria (1927)
 Gran Creu de l'orde del Mèrit Civil (Espanya, 1928)
 Medalla de la Creu Roja Alemanya (1922)
 Gran Creu Magistral de l'orde Sobirana i Militar de Malta (1951)
 Gran Creu de l'orde de la Creu del Sud (Brasil, 1953)
 Gran Creu de l'orde del Sol (Perú, 1953)
 Gran Creu de l'orde de Maig (Argentina, 1953)
 Gran Creu de l'orde de Boyacà (Colòmbia, 1953)
 Gran Creu de l'orde al Mèrit de la República Italiana (1953)
 Gran Creu de classe Especial de l'orde al Mèrit de la República Federal Alemanya (1954)
 Orde de Jordi I (Grècia, 1954)
 Gran Creu al Mèrit (Xile, 1954)
  Medalla de la Creu Roja Alemanya de 1a classe (1954)
Premi Internacional Carlemany com a "poderós promotor d'una Europa unida" (1954)
 Gran Cordó de l'orde de l'Alliberador (Venezuela, 1954)
 Gran Creu de l'orde de Juan Pablo Duarte (República Dominicana, 1954)
 Gran Creu de l'orde de la Santíssima Trinitat (Etiòpia, 1954)
 Gran Creu de l'orde nacional al Mèrit (Equador, 1955)
 Gran Creu de l'orde del Falcó (Islàndia, 1955)
 Gran Creu de l'orde del Còndor dels Andes (Bolívia, 1955)
 Gran Creu de l'orde de la Corona (Pèrsia, 1955)
 Gran Cordó de l'orde de la Corona (Tailàndia, 1955)
 Gran Creu amb Banda de l'orde de l'Àliga Asteca (Mèxic, 1955)
 Gran Creu amb Estrella de Plata de l'orde de Matías Delgado (El Salvador, 1955)
 Gran Creu de l'orde nacional haitià d'Honor i Mèrit (Haití, 1955)
 Orde de l'Esperó d'Or (Santa Seu, 1955)
 Gran Creu de l'orde Militar de Crist (Portugal, 1956)
 Gran Creu de l'orde de Leopold (Bèlgica, 1956)
 Gran Creu de la Condecoració d'Honor pels Serveis a la República d'Àustria (1956)
 Gran Creu de Cavaller de l'orde de Sant Miquel i Sant Jordi (Regne Unit, 1956).
 Gran Creu de l'orde de Carlos Manuel Céspedes (Cuba, 1957)
 Gran Creu de l'orde ducal de la Corona de Roure (Luxemburg, 1957)
 Cavaller honorífic de l'orde de Cavallers Teutònics de l'Hospital de Santa Maria de Jerusalem (1958)
 Orde al Mèrit (Baviera, 1958)
 Gran Creu amb Placa de Plata de l'orde de Rubén Darío (Nicaragua, 1959)
 Gran Cordó de l'orde del Sol Naixent (Japó, 1960)
 Gran Creu de l'orde de l'Estrella d'Àfrica (Libèria, 1960)
 Gran Cordó de classe especial de l'orde de l'Elefant Blanc (Tailàndia, 1960)
 Gran Creu de l'orde del Lleó Neerlandès (Països Baixos, 1960)
 Orde de Nishan-i-Imtiaz de 1a classe (Pakistan, 1961)
 Gran Creu de l'orde Nacional del Lleó (Senegal, 1961)
 Gran Creu de l'orde de l'Alliberador San Martín (Argentina, 1962)
 1a Classe de l'orde de la República (Sudan, 1962)
 Gran Creu de la Legió d'Honor (França, 1962)
 Gran Creu de l'orde Nacional de la República de Madagascar (1962)
 Orde Suprem del Crist (Santa Seu, 1963)
 Orde Nishan-e-Lamar de 1a classe amb Collar de Lamar-e-Alaa (Afganistan, 1963)
 Gran Cordó de l'orde del Sol Naixent amb Flors de Paulònia (Japó, 1963)
 Gran Creu de l'orde del Sant Sepulcre de Jerusalem (Santa Seu, 1964)
 Gran Creu de l'orde de la Virtut (Camerun, 1964)
 Gran Creu de l'orde d'Isabel la Catòlica (Espanya, 1967)

## Llegat
Adenauer va ser el motiu principal d'una de les monedes d'or commemoratives més recents i famoses: la Moneda commemorativa dels 3 pioners de la Unió Europea, emesa el 2002. L'anvers mostra els retrats i els noms de Robert Schuman, Paul-Henri Spaak i Konrad Adenauer.

## Els governs d'Adenauer

### Primer govern
- Konrad Adenauer (CDU) – Canceller
- Franz Blücher (FDP) – Vice Canceller i Ministre d'Afers del Plan Marshall
- Gustav Heinemann (CDU) – Ministre de l'Interior
- Fritz Schäffer (CSU) – Ministre de Finances
- Thomas Dehler (FDP) – Ministre de Justícia
- Ludwig Erhard (CDU) – Ministre d'Economia
- Anton Storch (CDU) – Ministre de Treball i Afers Socials
- Wilhelm Niklas (CSU) – Ministre d'Alimentació, Agricultura i Boscos
- Hans-Christoph Seebohm (DP) – Ministre de Transport
- Eberhard Wildermuth (FDP) – Ministre de Construcció
- Hans Schuberth (CSU) – Ministre de Correus i Comunicacions
- Hans Lukaschek (CDU) – Ministre de Persones Desplaçades, Refugiats i Víctimes de Guerra
- Jakob Kaiser (CDU) – Ministre d'Afers de Tota Alemanya
- Heinrich Hellwege (DP) – Ministre dels Afers del Bundesrat

Canvis
- 13 d'octubre de 1950 – Robert Lehr (CDU) succeí Heinemann com a Ministre de l'Interior.
- 15 de març de 1951 – Konrad Adenauer esdevingué Ministre d'Afers Exteriors a més d'exercir com a Canceller quan els aliats permeteren que tornés el càrrec.
- 19 de juliol de 1952 – Fritz Neumayer (FDP) succeí Wildermuth (va morir el 9 de març) com a Ministre de Construcció.

### Segon govern
- Konrad Adenauer (CDU) – Canceller i Ministre d'Afers Exteriors
- Franz Blücher (FDP) – Vice Canceller i Ministre de Cooperació Econòmica
- Gerhard Schröder (CDU) – Ministre de l'Interior
- Fritz Schäffer (CSU) – Ministre de Finances
- Fritz Neumayr (FDP) – Ministre de Justícia
- Ludwig Erhard (CDU) – Ministre d'Economia
- Anton Storch (CDU) – Ministre de Treball i Afers Socials
- Heinrich Lübke (CDU) – Ministre d'Alimentació, Agricultura i Boscos
- Hans-Christoph Seebohm (DP) – Ministre de Transport
- Viktor-Emanuel Preusker (FDP) – Ministre de Construcció
- Franz-Josef Wuermeling (CDU) – Ministre d'Afers Familiars
- Franz Josef Strauss (CSU) – Ministre de Tasques Especials
- Robert Tillmanns (CDU) – Ministre de Tasques Especials
- Waldemar Kraft (GB/BHE) – Ministre de Tasques Especials
- Hermann Schäfer (FDP) – Ministre de Tasques Especials
- Siegfried Balke – Ministre de Correus i Comunicacions
- Theodor Oberländer (GB/BHE) – Ministre de Persones Desplaçades, Refugiats i Víctimes de Guerra
- Jakob Kaiser (CDU) – Ministre d'Afers de Tota Alemanya
- Heinrich Hellwege (DP) – Ministre dels Afers del Bundesrat

Canvis
- 7 de juny de 1955 – Theodor Blank (CDU) esdevingué Ministre de Defensa when that post is revived.
- 8 de juny de 1955 – Heinrich von Brentano (CDU) succeí Adenauer com a Ministre d'Afers Exteriors. Hans-Joachim von Merkatz (DP) succeí Hellwege com a Ministre dels Afers del Bundesrat.
- 19 d'octubre de 1955 – Franz Josef Strauss (CSU) esdevingué Ministre d'Afers Atòmics
- 12 de novembre de 1955 – Tillmanns deixa el gabinet.
- 16 d'octubre de 1956 – Franz Josef Strauss (CSU) succeí Blank com a Ministre de Defensa. Hans-Joachim von Merkatz succeí Neumayr com a Ministre de Justícia. Kraft i Schäfer abandonaren el govern. Siegfried Balke (CSU) succeí Strauss com a Ministre d'Afers Atòmics.
- 15 de novembre de 1956 – Ernst Lemmer (CDU) succeí Balke com a Ministre de Correus i Comunicacions.

### Tercer govern
- Konrad Adenauer (CDU) – Canceller
- Ludwig Erhard (CDU) – Vice Canceller i Ministre d'Economia
- Heinrich von Brentano (CDU) – Ministre d'Afers Exteriors
- Franz Josef Strauss (CSU) – Ministre de Defensa
- Gerhard Schröder (CDU) – Ministre de l'Interior
- Franz Etzel (CDU) – Ministre de Finances
- Fritz Schäffer (CSU) – Ministre de Justícia
- Theodor Blank (CDU) – Ministre de Treball i Afers Socials
- Heinrich Lübke (CDU) – Ministre d'Alimentació, Agricultura i Boscos
- Hans-Christoph Seebohm (DP) – Ministre de Transport
- Paul Lücke (CDU) – Ministre de Construcció
- Franz-Josef Wuermeling (CDU) – Ministre de Família i Joventut
- Richard Stücklen (CSU) – Ministre de Correus i Comunicacions
- Theodor Oberländer (CDU) – Ministre de Persones Desplaçades, Refugiats i Víctimes de Guerra
- Ernst Lemmer (CDU) – Ministre d'Afers de Tota Alemanya
- Hans-Joachim von Merkatz (DP) – Ministre de Bundesrat i d'Afers d'Estat
- Siegfried Balke (CSU) – Ministre d'Energia Nuclear i Aigua
- Hermann Lindrath (CDU) – Ministre de les Possessions Econòmiques Federals

Canvis
- 13 de setembre de 1959 – Werner Schwarz (CDU) succeí Lübke com a Ministre d'Alimentació, Agricultura i Boscos.
- 5 d'abril de 1960 – Oberländer dimití com a Ministre de Persones Desplaçades, Refugiats i Víctimes de Guerra.
- 4 de maig de 1960 – Hans Wilhelmi (CDU) succeí Lindrath (va morir el 27 de febrer) com a Ministre de les Possessions Econòmiques Federals.
- 27 d'octubre de 1960 – Hans-Joachim von Merkatz (CDU) esdevingué Ministre de Persones Desplaçades, Refugiats i Víctimes de Guerra.

### Quart govern
- Konrad Adenauer (CDU) – Canceller
- Ludwig Erhard (CDU) – Vice Canceller i Ministre d'Economia
- Gerhard Schröder (CDU) – Ministre d'Afers Exteriors
- Franz Josef Strauss (CSU) – Ministre de Defensa
- Hermann Höcherl (CSU) – Ministre de l'Interior
- Heinz Starke (FDP) – Ministre de Finances
- Wolfgang Stammberger (FDP) – Ministre de Justícia
- Theodor Blank (CDU) – Ministre de Treball i Afers Socials
- Werner Schwarz (CDU) – Ministre d'Alimentació, Agricultura i Boscos
- Hans-Christoph Seebohm (CDU) – Ministre de Transport
- Paul Lücke (CDU) – Ministre de Construcció
- Franz-Josef Wuermeling (CDU) – Ministre de Família i Joventut
- Elisabeth Schwarzhaupt (CDU) – Ministre de Salut
- Walter Scheel (FDP) – Ministre de Cooperació Econòmica
- Heinrich Krone (CDU) – Ministre de Tasques Especials
- Richard Stücklen (CSU) – Ministre de Correus i Comunicacions
- Wolfgang Mischnick (FDP) – Ministre de Persones Desplaçades, Refugiats i Víctimes de Guerra
- Ernst Lemmer (CDU) – Ministre d'Afers de Tota Alemanya
- Hans-Joachim von Merkatz (CDU) – Ministre de Bundesrat i d'Afers d'Estat
- Siegfried Balke (CSU) – Ministre d'Energia Nuclear i Aigua
- Hans Lenz (FDP) – Ministre del Tresor Federal

Canvis
- 19 de novembre de 1962 Ewald Bucher (FDP) succeí Stammberger com a Ministre de Justícia. Werner Dollinger (CSU) succeí Lenz com a Ministre del Tresor Federal.
- 14 de desembre de 1962 – Rolf Dahlgrün (FDP) succeí Starke com a Ministre de Finances. Bruno Heck (CDU) succeí Wuermeling com a Ministre de Família i Joventut. Hans Lenz (FDP) entrà al govern com a Ministre d'Investigació Científica. Rainer Barzel (CDU) succeí Lemmer com a Ministre d'Afers de Tota Alemanya. Alois Niederalt (CSU) succeí Merkatz com a Ministre de Bundesrat i d'Afers d'Estat. El Ministeri d'Energia Nuclear i Aigua va ser abolit, i Balke abandonà el govern.
- 9 de gener de 1963 – Kai-Uwe von Hassel (CDU) succeí Strauss com a Ministre de Defensa.